# Musse Pigg i Sing-Sing
Musse Pigg i Sing-Sing (engelska: The Chain Gang) är en amerikansk animerad kortfilm med Musse Pigg från 1930.

## Handling
Musse Pigg har tillsammans ett gäng andra figurer kastats i fängelse med Svarte Petter som fångvakt. Musse lyckas fly, men ramlar ner för en klippa som leder till en fängelsecell.

## Om filmen
Filmen är den 21:e Musse Pigg-kortfilmen som producerades och den sjätte som lanserades år 1930.
I filmen förekommer en tidig version av Musse Piggs hund Pluto, men som här tillsammans med en annan hund jagar Musse som i denna film framställs som en fängelserymling.
I filmen förekommer sången The Prisoner's Song från 1924, som även kom att vara med i den senare Disney-kortfilmen Ett hundliv 1932.
Filmen hade svensk premiär den 19 oktober 1931 på biografen Palladium i Stockholm.

## Rollista
- Walt Disney – Musse Pigg
- Pinto Colvig – hundar[7]